# Edward Sheldon
Pour les articles homonymes, voir Sheldon.
Edward Brewster (Ned) Sheldon, né à Chicago le 4 février 1886 et mort à New York le 1er avril 1946, est un dramaturge américain. Parmi ses pièces figurent Salvation Nell (1908) et Romance (1913) qui a été la base d'un scénario de film avec Greta Garbo.

## Filmographie

### Adaptations de pièces d'Edward Sheldon au cinéma
- 1909 : The Salvation Army Lass (Salvation Nell) de David Wark Griffith.
- 1918: The Song of Songs
- 1920 : Amour d'antan (Romance) de Chester Withey.